# Општина Бахња (Муреш)
Бахња (рум. Bahnea) општина је у Румунији у округу Муреш.
Oпштина се налази на надморској висини од 351 m.